# Anna Tenje

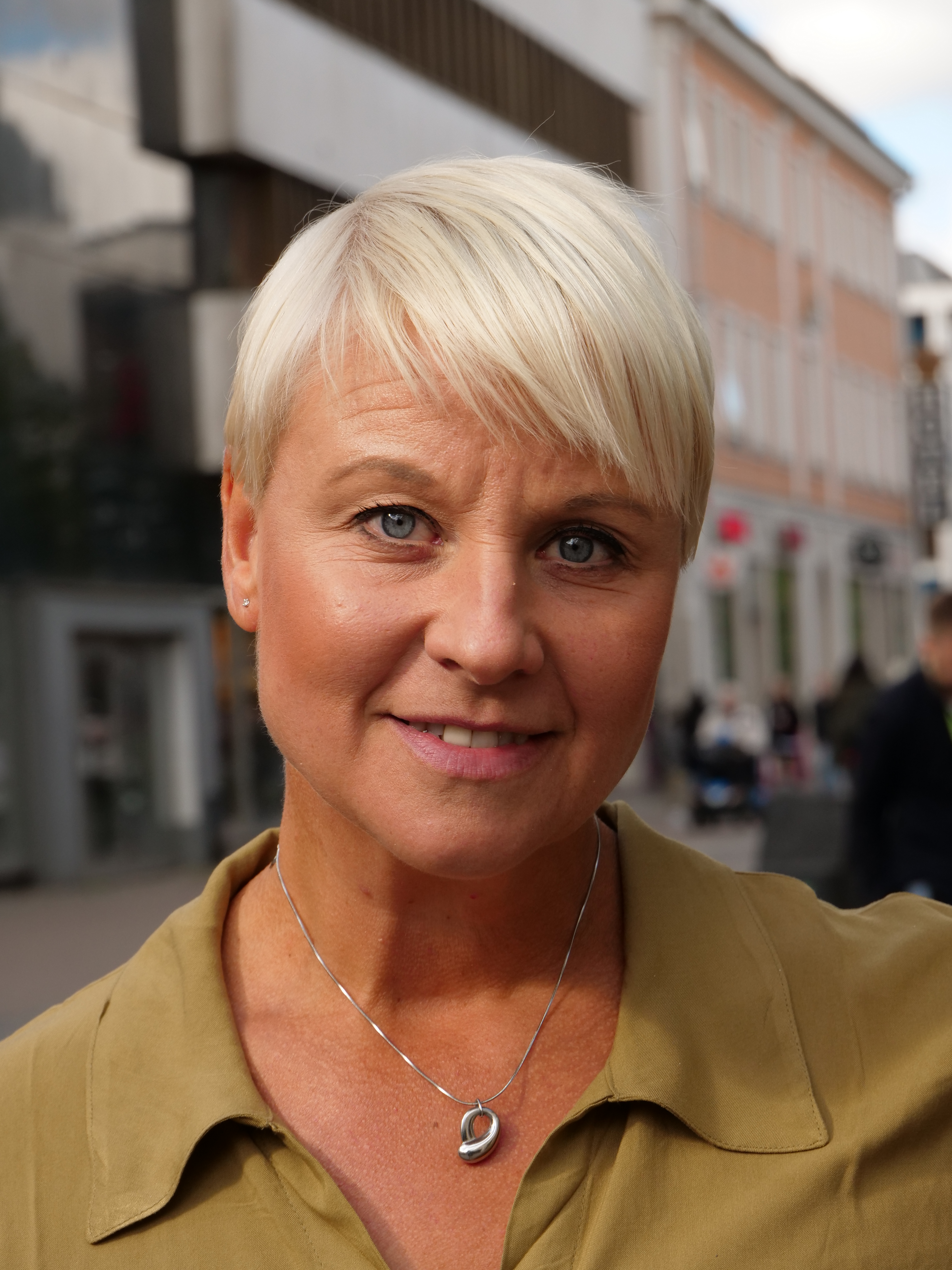
Anna Tenje (2022)

Anna Jenny Caroline Tenje (Geburtsname: Anna Jenny Caroline Bergkvist; * 22. Oktober 1977 in Värnamo, Jönköpings län) ist eine schwedische Politikerin der Moderaten Sammlungspartei (Moderata samlingspartiet), die unter anderem zwischen 2006 und 2010 Mitglied des Reichstages war und seit dem 18. Oktober 2022 Ministerin für Senioren und Sozialversicherungen im Ministerium für Soziales und öffentliche Gesundheit in der Regierung Kristersson ist.

## Leben
Anna Jenny Caroline Tenje besucht von 1994 bis 1996 die Finnveden-Obersekundarschule in Värnamo und begann daraufhin ein Studium der Fächer Europäische Verwaltung und Politikwissenschaften an der Universität Vaxjö, welches sie nach einem Studienaufenthalt an der University of Edinburgh 1999 beendete. Nachdem sie von 1999 bis 2000 Vorlesungen im Fach Praktische Philosophie an der Universität Vaxjö belegt hatte, schloss sie 2001 ein postgraduales Studium der Politikwissenschaften an der Universität Vaxjö mit einem Magister ab.
2001 begann sie ihr politisches Engagement in der Moderaten Sammlungspartei (Moderata samlingspartiet) und war bis 2006 deren Politische Sekretärin in der Provinz Kronobergs län. Bei der Wahl am 17. September 2096 wurde sie für ihre Partei im Wahlkreis Kronobergs län zum Mitglied des Reichstages gewählt und gehörte diesem bis zur Wahl am 19. September 2010 an. Danach engagierte sie sich in der Kommunalpolitik in der Gemeinde Växjö und war zunächst von 2011 bis 2014 Vorsitzende des Ausschusses für technische Angelegenheiten sowie daraufhin zwischen 2015 und 2016 Vorsitzende des Bildungsausschusses, ehe sie von 2017 bis 2022 als Vorsitzende des Verwaltungsvorstandes der Gemeinde Växjö fungierte. Des Weiteren ist sie seit 2015 Mitglied des Vorstandes sowie seit 2020 zweite stellvertretende Vorsitzende der Moderata samlingspartiet.
Am 18. Oktober 2022 wurde Anna Tenje als Ministerin für Senioren und Sozialversicherungen (Äldre- och socialförsäkringsminister) im Ministerium für Soziales und öffentliche Gesundheit in die Regierung Kristersson berufen und ist damit zuständig für die Bereiche Betreuung älterer Menschen und soziale Sicherheit.
Sie ist verheiratet, hat zwei Kinder und lebt in Växjö.